# 부여군·청양군
부여군·청양군은 대한민국의 옛 국회의원 선거구이다. 당시 충청남도 부여군, 청양군 지역을 관할했다.

## 역사
대한민국 제17대 국회의원 선거를 앞두고 실시된 선거구 개편과정에서 부여군과 청양군이 하나의 선거구를 이루게 됨에 따라 신설되었다.
대한민국 제20대 국회의원 선거를 앞두고 공주시 선거구와 통합되면서 공주시·부여군·청양군 선거구를 형성하게 됨에 따라 폐지되었다.

## 역대 국회의원
| 선거   | 정당 | 정당         | 의원   |
| ------ | ---- | ------------ | ------ |
| 2004년 |      | 자유민주연합 | 김학원 |
| 2008년 |      | 자유선진당   | 이진삼 |
| 2012년 |      | 새누리당     | 김근태 |
| 2013년 |      | 새누리당     | 이완구 |

## 역대 선거 결과

### 대한민국 제17대 국회의원 선거
|  | 65.42% |

|  | 34.57% |

### 대한민국 제18대 국회의원 선거
|  | 55.37% |

|  | 38.08% |

|  | 2.82% |

|  | 2.02% |

|  | 1.68% |

### 대한민국 제19대 국회의원 선거
|  | 43.54% |

|  | 24.96% |

|  | 20.38% |

|  | 5.92% |

|  | 3.67% |

|  | 1.50% |

### 2013년 대한민국 재보궐선거
|  | 77.40% |

|  | 16.86% |

|  | 5.72% |